# Àger
Àger (pronunciat [ˈajʒe]) és una vila i municipi de la comarca de la Noguera, Catalunya. El municipi està situat a l'extrem nord-occidental de la comarca, té uns 160,7 km² d'extensió i està delimitat físicament per la Noguera Pallaresa i la Noguera Ribagorçana, a est i oest, i pel Montsec d'Ares, al Nord. Administrativament limita amb els termes de Sant Esteve de la Sarga, Guàrdia de Noguera (Pallars Jussà) al nord, a llevant pels termes de Camarasa i Vilanova de Meià, a migdia per les Avellanes i Santa Linya i Ós de Balaguer, i a ponent, ja a l'Aragó i a l'altra riba de la Noguera Ribagorçana, amb el municipi ribagorçà de Viacamp i Lliterà.

## Etimologia
El terme Àger ja apareix en documents des del segle xi. Probablement prové del llatí AGGERE, "terraplè".

## Geografia
- Llista de topònims d'Àger (Orografia: muntanyes, serres, collades, indrets..; hidrografia: rius, fonts...; edificis: cases, masies, esglésies, etc).

## Entitats de població
El terme d'Àger comprén diferents viles i llogarets. El cap del municipi, la vila d'Àger es troba al bell mig de la vall homònima. A ponent de la vila i a la mateixa vall trobem el poble d'Agulló i a llevant, els llogarets de la Règola i les Casetes de l'Estació (al sector oriental). Aquest últim nucli de població, pren el nom de l'estació d'Àger de la línia de ferrocarril de Lleida a Pobla de Segur. Al sud del terme i sobre els contraforts de la serra de Millà hi ha els llogarets de Millà, els Masos de Millà, Vilamajor i Fontdepou i la urbanització de Sant Josep de Fontdepou, aquests últims termes situats molt a prop del port d'Àger.
| Entitat de població     | Habitants (2024) |
| Àger                    | 396              |
| Sant Josep de Fontdepou | 73               |
| Agulló                  | 36               |
| la Règola               | 29               |
| Corçà                   | 25               |
| Vilamajor               | 20               |
| Fontdepou               | 14               |
| Millà                   | 8                |
| els Masos de Millà      | 7                |
| Font: Idescat           |                  |

## Economia
L'economia del municipi es basa principalment en l'agricultura de secà i en la ramaderia, tot i que en els darrers anys el sector turístic n'està agafant una certa rellevància, sobretot pel que fa a la pràctica d'esports d'aventura (vols en parapent, globus, escalada…)

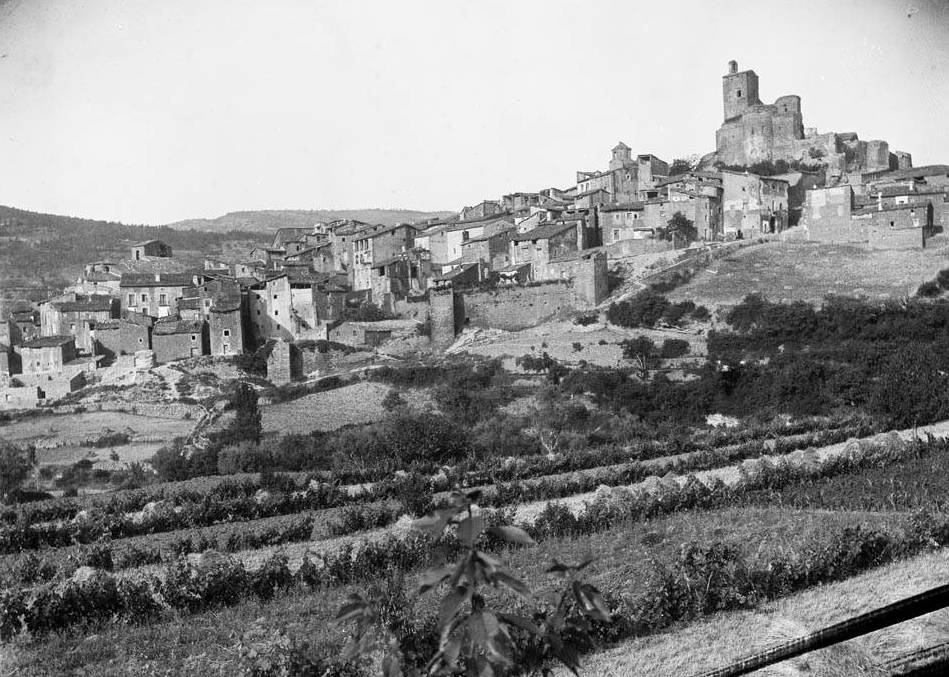
Àger en una imatge d'entre 1890 i 1910

## Llocs d'interès cultural

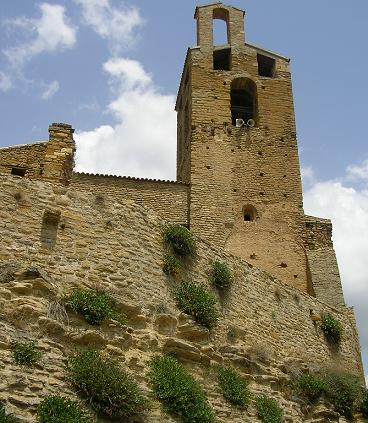
Vista exterior de la col·legiata de Sant Pere

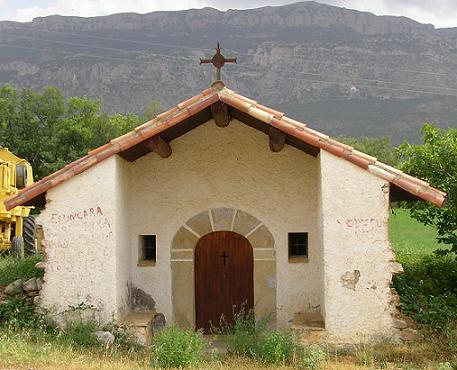
Ermita de Santa Elena

El punt més alt de la vila l'ocupen les restes del conjunt monumental de Sant Pere d'Àger, amb la col·legiata i el castell. Àger sorgí al voltant d'aquesta fortalesa erigida per Arnau Mir de Tost al segle xi, en ple procés de conquesta comtal, sobre les ruïnes d'un possible antic castell romà. El claustre de la col·legiata, en la qual hi habitava una comunitat de canonges, és dels segles XIV-XV.
De l'època romana en resta una part de via romana del segle ii, i un sarcòfag que actualment es troba a l'església de Sant Vicenç. En aquesta església hi ha també la Mare de Déu de Colobor, traslladada des del santuari que duu aquest nom i que es troba a la serra del Montsec.
Altres ermites que hi ha a la rodalia són les de Santa Elena, del segle xv, i la de la Mare de Déu de Pedra, que conserva el temple romànic del segle xi al costat de l'edificació actual, que data del segle xvii.
A més, a cadascun dels pobles que formen el municipi hi ha altres llocs d'interès cultural, com l'ermita de la Mare de Déu de la Pertusa, a Corçà, o l'ermita de la Santíssima Trinitat, a la Règola.
El poble d'Àger va ser un important nucli carlí durant les guerres que aquests van protagonitzar. Durant la Primera Guerra Carlina al poble hi havia un hospital militar i una junta carlista.
També hi ha el Centre d'Observació de l'Univers, al Parc Astronòmic Montsec.

## Demografia
| 1497 f | 1515 f | 1553 f | 1717 | 1787  | 1857  | 1877  | 1887  | 1900  | 1910  |
| ------ | ------ | ------ | ---- | ----- | ----- | ----- | ----- | ----- | ----- |
| 129    | 99     | 96     | 462  | 1.027 | 2.830 | 2.567 | 2.336 | 2.136 | 1.813 |

| 1920  | 1930  | 1940  | 1950  | 1960  | 1970 | 1981 | 1990 | 1992 | 1994 |
| ----- | ----- | ----- | ----- | ----- | ---- | ---- | ---- | ---- | ---- |
| 1.740 | 1.552 | 1.479 | 1.337 | 1.105 | 772  | 684  | 619  | 595  | 595  |

| 1996 | 1998 | 2000 | 2002 | 2004 | 2006 | 2008 | 2010 | 2012 | 2014 |
| ---- | ---- | ---- | ---- | ---- | ---- | ---- | ---- | ---- | ---- |
| 553  | 542  | 528  | 507  | 502  | 491  | 557  | 584  | 593  | 594  |

| 2016 | 2018 | 2020 | 2022 | 2024 | 2026 | 2028 | 2030 | 2032 | 2034 |
| ---- | ---- | ---- | ---- | ---- | ---- | ---- | ---- | ---- | ---- |
| 602  | 611  | 580  | 580  | 602  | -    | -    | -    | -    | -    |

## Fills il·lustres
- Joan Castells i Rossell, (1802-1891) militar i cap important dels carlins.

## Política
| Historial de la composició del ple municipal |      |      |      |      |      |      |      |      |      |      |      |
| Partit                                       | 1979 | 1983 | 1987 | 1991 | 1995 | 1999 | 2003 | 2007 | 2011 | 2015 | 2019 |
| CiU/JxCat                                    |      |      | 3    | 4    | 4    | 4    | 3    | 3    | 3    | 3    | 4    |
| IxA- AM                                      |      |      |      |      |      |      | 3    | 4    | 4    | 4    | 3    |
| PSC - CP                                     |      |      |      | 1    |      |      | 0    |      |      |      |      |
| PP                                           |      |      |      | 2    | 3    | 3    | 1    |      | 0    | 0    |      |
| Independents                                 | 7    | 7    | 4    |      |      |      |      |      |      |      |      |
| Total                                        | 7    | 7    | 7    | 7    | 7    | 7    | 7    | 7    | 7    | 7    | 7    |

1. ↑  Com a AIPN